# Liste der Enquete-Kommissionen des Landtages Mecklenburg-Vorpommern
Die Liste der Enquete-Kommissionen des Landtags Mecklenburg-Vorpommern erfasst die Enquete-Kommissionen, die der Landtag Mecklenburg-Vorpommern seit 1990 eingesetzt hat.
Das Enqueterecht auf Einsetzung von Enquete-Kommission durch den Landtag Mecklenburg-Vorpommern ist kein Minderheitenrecht, sondern erfordert einen Mehrheitsbeschluss. In der zweiten, dritten, fünften, sechsten und achten Wahlperiode wurden Enquete-Kommissionen eingesetzt.
In der vierten Wahlperiode gab es stattdessen einen Sonderausschuss „Verwaltungsmodernisierung und Funktionalreform“, der einen vom Landesverfassungsgericht gestoppten Vorläufer der Kreisgebietsreform Mecklenburg-Vorpommern 2011 vorbereitete.
1. Leben in der DDR, Leben nach 1989 – Aufarbeitung und Versöhnung (1995–1997)[2]
2. Zukunftsfähige Gemeinden und Gemeindestrukturen in Mecklenburg-Vorpommern (2000–2002)[3]
3. Stärkung der kommunalen Selbstverwaltung (2007–2011)[4]
4. Älter werden in Mecklenburg-Vorpommern (2012–2016)[5]
5. Zukunft der medizinischen Versorgung in Mecklenburg-Vorpommern (2020–2021)[6][7]
6. Jung sein in Mecklenburg-Vorpommern (seit 2022)[8]